# Гордеев, Демьян Игнатьевич
Демьян Игнатьевич Горде́ев (1 [14] июля 1903, Клинский район — 12 мая 1981, Москва) — советский учёный-гидрогеолог и историк науки. Профессор Геологического факультета МГУ (с 1954 года).

## Биография
Родился 1 (14) июля 1903 в селе Майданово (Клинский район), Московской губернии. В крестьянской семье Игнатия Леонтьевича (1870—1926) и Дарьи Григорьевны (1869—1919) Гордеевых было ещё три сына: Пётр (род. в 1906), Андрей (род. 1908) и Николай (род. в 1917), и две дочери: Татьяна (1893—1970) и Анна (род. в. 1904).

### Образование
В 1920 году окончил трудовую школу в городе Клин.
В 1920—1925 годах учился на Естественном отделении Физико-математического факультета Московского университета. Среди его профессоров были известные геологи: А. Д. Архангельский, А. П. Павлов и Ф. П. Саваренский.

### Научная и педагогическая работа
В 1925—1926 годах работал геологом Каменноугольного треста в городе Черемхово.
В 1926—1933 годах был гидрогеологом земельного управления в Иваново-Вознесенске. В дальнейшем стал начальником партии, старшим инженером.
В 1934—1945 годах работал, редактором, главный редактором и руководил редакционно-издательской группы Государственного треста «Спецгео» в Москве.
В 1943—1948 годах — докторант в АН СССР. В 1949 году защитил на Геолого-почвенном факультете МГУ диссертацию на соискание учёной степени кандидат геолого-минералогических наук по теме «Основные этапы отечественной гидрогеологии».
В 1948—1954 годах научный сотрудник Лаборатории гидрогеологических проблем им. Ф. П. Саваренского АН СССР.
В 1949 году был заместителем Учёного секретаря ОГГН АН СССР, где занимался координацией планов научных публикаций.
В 1949 году, по совместительству, начал читать курс «История геологических наук» студентам Геологического факультета МГУ, и принял участие в организации одноимённой кафедры. В 1952 году программа этого курса была утверждена Минвузом СССР для всех геологических факультетов университетов.
22 декабря 1952 года защитил в МГУ диссертацию на соискание учёной степени доктор геолого-минералогических наук по теме «Основные этапы истории отечественной гидрогеологии».
В 1954 года профессор кафедры «История естественных наук» Геологического факультета МГУ. Читал курс «История и методология геологических наук». В 1954—1978 годах — заведующий кабинетом истории геологии факультета. Среди его аспирантов: К. П. Мельникова (история инженерной геологии), С. Б. Доценко (геологическое изучение Кавказа), А. М. Сечевица (история изучения полезных ископаемых), а также Г. Ф. Трифонов, С. Я. Абдурахимов и др.
Д. И. Гордеев был редактором-консультантом 2 издания Большой советской энциклопедии.
Скончался в Москве 12 мая 1981 года. Урна с прахом захоронена в колумбарии на Ваганьковском кладбище.

## Семья
Жена — Александра Никаноровна (в дев. Лукьянова), родилась в 1905 году.
- Сын — Гордеев, Феликс Демьянович (1941—1973) — инженер-геолог.

## Награды
Был награждён тремя медалями, в том числе «За трудовую доблесть» и «В ознаменование 100-летия со дня рождения Владимира Ильича Ленина» (1970).

## Членство в организациях
- 1940 — член ВКП(б).
- 1947 — действительный член МОИП. Член Совета МОИП с 13 мая 1969 года.
- 1956 — член президиума Советского национального объединения историков естествознания и техники.
- 1958—1961 — главный редактор серии «История и методология естественных наук».
- 1959—1980 — председатель редколлегии серии «Замечательные учёные Московского университета»
- 1964 — заместитель председателя редакционного совета серии «Исследования и материалы по истории русской культуры».
- 1967 — член Международного комитета по истории геологических наук (INHIGEO).

## Адреса
Адреса связанные с Д. И. Гордеевым:
- Село Майданово, город Клин, город Черемхово, город Иваново.
- Москва, Малая Калужская улица, дом № 12. В одном доме с академиками А. Л. Яншин[6], Г. А. Авсюк[7] и другими учёными.